# Thierry Mouyouma
Thierry Dieudonné Mouyouma (Franceville, 27 de setembro de 1975) é um ex-futebolista e treinador de futebol gabonense que atuava como zagueiro. Atualmente comanda a seleção nacional.

## Carreira
Iniciou a carreira em 1993, no Mangasport, tendo passado ainda pelo FC 105 Libreville entre 1994 e 1997. Fora de seu país, jogou por Étoile du Sahel, Olympique de Médenine, Stade de Reims, Canon Yaoundé, Leixões, Felgueiras, Wits University e Ajax Cape Town antes de voltar ao FC 105 em 2006. Sua última equipe como atleta profissional foi o Busaiteen Club, em 2007, deixando os gramados em 2009 após defender USM Malakoff e La Brède, equipes das divisões inferiores do futebol francês.

## Seleção
Pela Seleção Gabonense, Mouyouma estreou em novembro de 1995, contra Camarões. Representou as Panteras na Copa das Nações Africanas de 2000, tendo atuando nas 3 partidas da equipe, mas não evitou a eliminação na primeira fase. Esta foi a única competição disputada pelo zagueiro, que não havia sido convocado para a edição de 1996 e viu o Gabão não conquistar a vaga em 1998, 2002, 2004 e 2006, ano em que fez sua última partida internacional, na vitória por 4 a 0 sobre Madagáscar. Em 11 anos de carreira pela seleção, foram 32 jogos disputados e nenhum gol marcado.

## Carreira de treinador
Em novembro de 2023, Mouyouma foi anunciado como novo técnico da Seleção Gabonense, substituindo Patrice Neveu.

## Títulos

### Como jogador
FC 105
- Copa do Gabão: 1996